# Pantala hymenaea
Pantala hymenaea – gatunek ważki z rodziny ważkowatych (Libellulidae). Występuje w Ameryce Północnej i Południowej – od południowej Kanady po Argentynę i Chile, na Karaibach, Bermudach i Galapagos.